# باشگاه فوتبال استافورد رنجرز
باشگاه فوتبال استافورد رانجرز (به انگلیسی: Stafford Rangers Football Club) یک باشگاه فوتبال در شهر استافورد، انگلستان، کشور انگلستان است که در سال ۱۸۷۶ میلادی تأسیس شده‌است.